# Tulsa King
Tulsa King es una serie de televisión estadounidense de drama criminal creada por Taylor Sheridan con Terence Winter como showrunner para Paramount+. La serie está protagonizada por Sylvester Stallone, marcando su primer papel protagonista en televisión. Stallone interpreta a un capo de la mafia que acaba de salir de prisión y es enviado a Tulsa, Oklahoma, donde intenta montar una organización criminal. Se estrenó el 13 de noviembre de 2022. Ese mismo mes, la serie se renovó para una segunda temporada, que se estrenó el 15 de septiembre de 2024. En marzo de 2025, la serie fue renovada para una tercera temporada.

## Resumen
Tras cumplir una sentencia de 25 años en prisión por un crimen que no cometió, Dwight “El General” Manfredi (Stallone), un capo de la mafia italoestadounidense de New York, se reúne con la familia Invernizzi, organización criminal de la que fue parte, para reclamar lo que por derecho le correspondía. Sin embargo, la familia deja claro que los tiempos han cambiado y no había nada para él en la gran manzana. Es enviado a Tulsa, Oklahoma, para extender el dominio territorial de los Invernizzi. Apenas llega a la ciudad, busca la forma de obtener dinero y en el camino va incorporando a sus planes a personajes diversos, comienza un amorío con una agente y descubre que ha llegado a los dominios de otra agrupación criminal, aunque Manfredi parece manejar cualquier problema con naturalidad. Su mayor preocupación es recuperar la relación con su hija, a la cual solicitó alejarse varios años antes de que cumpliera su condena, y conocer a sus nietos.

## Reparto
El cast o reparto de la serie es el siguiente:
- Sylvester Stallone como Dwight "El General" Manfredi, un capo de la familia Invernizzi que recibe Tulsa después de cumplir 25 años de prisión por asesinato.
- Andrea Savage como Stacy Beale, el interés amoroso de Manfredi y agente senior de la AFT.
- Martin Starr como Lawrence "Bodhi" Geigerman, un traficante de marihuana reclutado por Manfredi para ayudar a financiar su sindicato.
- Jay Will como Tyson Mitchell, un extaxista que se convierte en el conductor de Dwight y el primer miembro del sindicato Manfredi.
- Max Casella como Armand "Manny" Truisi, un exsoldado de Invernizzi que hizo una nueva vida en Tulsa trabajando en el rancho de caballos Fennario, después de romper su voto a la familia. Se une a la tripulación de Manfredi después de intentar matarlo sin éxito.
- Domenick Lombardozzi como Don Charles "Chickie" Invernizzi, subjefe de la familia Invernizzi
- Vincent Piazza como Vince Antonacci, el mejor capo de Chickie
- AC Peterson como Pete "The Rock" Invernizzi, jefe enfermo de la familia Invernizzi
- Garrett Hedlund como Mitch Keller, una ex estrella de rodeo, ex convicto y actual dueño de un bar, que es socio del sindicato Manfredi.
- Dana Delany como Margaret Devereaux, la propietaria del rancho de caballos Fennario.
- Annabella Sciorra como Joanne Manfredi, la hermana menor de Dwight.
- Tatiana Zappardino como Christina "Tina" Manfredi, una florista de Brooklyn e hija separada de Dwight.
- Neal McDonough como Cal Thresher (temporada 2), empresario corrupto, gran productor y distribuidor de marihuana, magnate petrolero.
- Frank Grillo como Bill Bevilaqua (temporada 2), jefe de la familia Bevilaqua en Kansas City.

### Recurrentes
- Ritchie Coster como Caolan Waltrip, el líder irlandés de una pandilla criminal de motociclistas denominada "The Black Macadams".
- Emily Davis como Roxanne "Roxy" Harrington, compañera de trabajo de Manny, una anciana de Black Macadams e informante de Stacy.
- Ronnie Gene Blevins como Ben Hutchins.
- Barry Corbin como Babe.
- Michael Beach como Mark Mitchell, el padre de Tyson.
- Scarlet Rose Stallone como Spencer, una ex camarera que Dwight contrata para cuidar de su caballo premiado.

## Episodios
| Temporada | Temporada | Episodios | Episodios | Emisión original         | Emisión original        |
| Temporada | Temporada | Episodios | Episodios | Primera emisión          | Última emisión          |
| --------- | --------- | --------- | --------- | ------------------------ | ----------------------- |
|           | 1         | 9         | 9         | 13 de noviembre de 2022  | 8 de enero de 2023      |
|           | 2         | 10        | 10        | 15 de septiembre de 2024 | 17 de noviembre de 2024 |

### Primera temporada (2022-2023)
| N.º en serie | N.º en temp. | Título                                            | Dirigido por   | Escrito por                                                             | Fecha de emisión original |
| ------------ | ------------ | ------------------------------------------------- | -------------- | ----------------------------------------------------------------------- | ------------------------- |
| 1            | 1            | «Go West, Old Man» «Vete al Oeste, viejo»         | Allen Coulter  | Guion de: Taylor Sheridan y Terence Winter Historia de: Taylor Sheridan | 13 de noviembre de 2022   |
| 2            | 2            | «Center of the Universe» «El centro del universo» | Allen Coulter  | Terence Winter y Joseph Riccobene                                       | 20 de noviembre de 2022   |
| 3            | 3            | «Caprice»                                         | Ben Richardson | Regina Corrado                                                          | 27 de noviembre de 2022   |
| 4            | 4            | «Visitation Place» «Lugar de castigo»             | Ben Semanoff   | Dave Flebotte                                                           | 4 de diciembre de 2022    |
| 5            | 5            | «Token Joe» «Joe Ficha»                           | Ben Semanoff   | Joseph Riccobene                                                        | 11 de diciembre de 2022   |
| 6            | 6            | «Stable» «Establo»                                | Guy Ferland    | Dave Flebotte                                                           | 18 de diciembre de 2022   |
| 7            | 7            | «Warr Acres»                                      | Guy Ferland    | Terence Winter y Joseph Riccobene                                       | 25 de diciembre de 2022   |
| 8            | 8            | «Adobe Walls»                                     | Lodge Kerrigan | Terence Winter y Tom Sierchio                                           | 1 de enero de 2023        |
| 9            | 9            | «Happy Trails» «Buen viaje»                       | Lodge Kerrigan | Terence Winter                                                          | 8 de enero de 2023        |

### Segunda temporada (2024)
| N.º en serie | N.º en temp. | Título                                                     | Dirigido por   | Escrito por                                        | Fecha de emisión original |
| ------------ | ------------ | ---------------------------------------------------------- | -------------- | -------------------------------------------------- | ------------------------- |
| 10           | 1            | «Back in the Saddle» «De vuelta al ruedo»                  | Allen Coulter  | Taylor Elmore, Terence Winter y Sylvester Stallone | 15 de septiembre de 2024  |
| 11           | 2            | «Kansas City Blues»                                        | Allen Coulter  | Stephen Scaia y Terence Winter                     | 22 de septiembre de 2024  |
| 12           | 3            | «Oklahoma v. Manfredi» «Oklahoma contra Manfredi»          | Joshua Marston | Terence Winter y Joseph Riccobene                  | 29 de septiembre de 2024  |
| 13           | 4            | «Heroes and Villains» «Héroes y villanos»                  | Joshua Marston | Terence Winter y Dave Flebotte                     | 6 de octubre de 2024      |
| 14           | 5            | «Tilting at Windmills» «Luchando contra molinos de viento» | David Semel    | William Schmidt                                    | 13 de octubre de 2024     |
| 15           | 6            | «Navigator» «Navegador»                                    | David Semel    | Terence Winter                                     | 20 de octubre de 2024     |
| 16           | 7            | «Life Support» «Soporte vital»                             | Kevin Dowling  | Dave Flebotte                                      | 27 de octubre de 2024     |
| 17           | 8            | «Under New Management» «Una nueva dirección»               | Kevin Dowling  | William Schmidt y Terence Winter                   | 3 de noviembre de 2024    |
| 18           | 9            | «Triad» «Tríada»                                           | Craig Zisk     | Joseph Riccobene                                   | 10 de noviembre de 2024   |
| 19           | 10           | «Reconstruction» «Reconstrucción»                          | Craig Zisk     | Terence Winter y Sylvester Stallone                | 17 de noviembre de 2024   |

## Producción
Tulsa King se anunció por primera vez en diciembre de 2021 como Kansas City, una nueva serie de Paramount+ creada por Taylor Sheridan y dirigida por Terence Winter. Sylvester Stallone fue elegido para el papel principal, donde hizo su debut televisivo con guion. Se ordenó la serie en febrero de 2022, y el título y el concepto se reelaboraron para que tuvieran lugar en Tulsa en lugar de Kansas City, Misuri, con Max Casella, Domenick Lombardozzi, Vincent Piazza y Jay Will agregados al elenco. En mayo, AC Peterson, Andrea Savage , Martin Starr y Garrett Hedlund fueron elegidos. Dana Delany se agregó en junio. En agosto, Annabella Sciorra se agregó al elenco.
Sheridan creó la serie durante la pandemia de COVID-19 y se tomó una semana para tener la idea, escribir el piloto y reclutar a Stallone para el proyecto. Algunas filmaciones tuvieron lugar en Tulsa el 29 de marzo de 2022, en el Aeropuerto Internacional de Tulsa. La mayor parte del rodaje de interiores se produjo en la ciudad de Oklahoma en Prairie Surf Media, que también albergó las oficinas de producción durante toda la primera temporada; la mayoría de los demás rodajes en exteriores también se produjeron allí.
El 30 de noviembre de 2022, Paramount+ renovó la serie para una segunda temporada. En febrero de 2023, se anunció que Winter había renunciado como showrunner, debido a diferencias creativas, y se estaba buscando un nuevo showrunner. En este momento también se informó que la segunda temporada no se filmaría en Oklahoma debido a costos financieros y quejas del elenco y el equipo a quienes no les gustaban las temperaturas extremas de Oklahoma. El rodaje de la segunda temporada se está llevando a cabo en Norcross, un suburbio de Atlanta, Georgia, utilizando los estudios Eagle Rock como escenarios de sonido. El rodaje comenzó el 1 de abril de 2024 y estaba previsto que durara hasta el 31 de julio. También se rodó parte de la serie en Gainesville, Georgia. Una segunda unidad filmó escenas b-roll en Tulsa a mediados de junio de 2024. El rodaje de la segunda temporada terminó el 2 de agosto.
El 18 de marzo de 2025, Paramount+ renovó la serie para una tercera temporada.

## Lanzamiento
La serie se estrenó inicialmente junto con el primer episodio de la temporada 5 de Yellowstone en una proyección especial en los cines AMC, del 29 al 30 de octubre de 2022, antes de su lanzamiento en Paramount+. 
La serie se estrenó el 13 de noviembre de 2022 en Paramount+. Los dos primeros episodios de Tulsa King recibieron transmisiones televisivas lineales especiales en Paramount Network los días 20 y 27 de noviembre, sirviendo como introducción a la quinta temporada de Yellowstone. Los episodios de la primera temporada recibieron otra transmisión lineal en CBS a partir del 14 de julio de 2024. La segunda temporada se estrenó el 15 de septiembre de 2024.

## Recepción
El sitio web de recopilación de reseñas Rotten Tomatoes informó un índice de aprobación del 79 % y una calificación promedio de 6,6/10, según 47 reseñas. El consenso de los críticos del sitio web dice: "La comedia rancia de Tulsa King a veces da la sensación de pedir espaguetis con marinara y en su lugar recibir fideos de huevo y ketchup, pero Sylvester Stallone aún domina la pantalla con su encanto arrogante". En Metacritic, tiene una puntuación promedio ponderada de 65 sobre 100 basada en 28 críticas, lo que indica "críticas generalmente favorables".